# Bí mật được chia sẻ
Trong mật mã học, một bí mật được chia sẻ là một phần dữ liệu, chỉ được biết đến bởi các bên liên quan, trong một giao tiếp an toàn. Điều này thường đề cập đến chìa khóa của một hệ thống mật mã đối xứng. Bí mật được chia sẻ có thể là mật khẩu, cụm mật khẩu, số lớn hoặc một mảng các byte được chọn ngẫu nhiên.
Bí mật được chia sẻ được chia sẻ giữa các bên giao tiếp, trong trường hợp đó, nó cũng có thể được gọi là khóa chia sẻ trước, hoặc được tạo khi bắt đầu phiên giao tiếp bằng cách sử dụng giao thức thỏa thuận khóa, ví dụ như sử dụng công khai- mật mã khóa như Diffie-Hellman hoặc sử dụng mật mã khóa đối xứng như Kerberos.
Bí mật được chia sẻ có thể được sử dụng để xác thực (ví dụ: khi đăng nhập vào hệ thống từ xa) bằng cách sử dụng các phương thức như phản hồi thách thức hoặc có thể được đưa vào chức năng phái sinh chính để tạo một hoặc nhiều khóa để sử dụng để mã hóa và/hoặc MAC tin nhắn.
Để tạo các khóa thông báo và khóa duy nhất, bí mật được chia sẻ thường được kết hợp với một vectơ khởi tạo (IV). Một ví dụ về điều này là khóa duy nhất có nguồn gốc trên mỗi phương thức giao dịch.
Nó cũng thường được sử dụng như một biện pháp xác thực trong API.